# Noi Sud
Noi Sud, il cui nome completo è Libertà e Autonomia - Noi Sud, è un partito politico italiano, radicato principalmente in Campania.

## Storia
Il partito nacque nel gennaio 2010 da una scissione del Movimento per le Autonomie. Nel dicembre 2009 Raffaele Lombardo, leader del MpA e presidente della Sicilia, aveva formato il suo terzo governo regionale, nominando come assessori membri del suo partito, del gruppo "PdL-Sicilia" e dell'Alleanza per l'Italia, oltre ad alcuni indipendenti, tra cui uno vicino al Partito Democratico, ma nessun esponente del PdL "ufficiale".
La rottura dell'alleanza con il PdL in Sicilia e in tutto il Sud portò a una dolorosa divisione all'interno del MpA. Nel gennaio 2010 Vincenzo Scotti e quattro deputati su otto del MpA (Arturo Iannaccone, Elio Belcastro, Antonio Milo e Luciano Sardelli), che volevano continuare l'alleanza con il PdL, furono espulsi dal partito e formarono il proprio movimento. Il 23 febbraio 2010 aderì al partito anche Antonio Gaglione.
Alle elezioni regionali del 2010 il partito ottenne il 3,6% dei voti in Campania (con l'elezione di due consiglieri regionali) e il 3,1% in Calabria, senza ottenere seggi.
Nell'ottobre 2010 Noi Sud costituì un gruppo congiunto alla Camera dei deputati, guidato da Luciano Sardelli, con I Popolari di Italia Domani. In quell'occasione Americo Porfidia, ex membro dell'Italia dei Valori, si unì a Noi Sud. Un altro ex deputato di IdV, Antonio Razzi, aderì a Noi Sud a dicembre. Nel gennaio 2011 il partito prese parte alla formazione di Iniziativa Responsabile, un nuovo gruppo parlamentare di centrodestra alla Camera dei Deputati, ma Gaglione si rifiutò di aderirvi.
Il partito però si divise presto in due fazioni, una guidata da Iannaccone e l'altra guidata da Scotti. Nel maggio 2011 Scotti cercò di disconoscere Iannaccone come segretario del partito, venendo a sua volta disconosciuto come presidente dallo stesso Iannaccone. A luglio Noi Sud, sotto la guida di Iannaccone, aveva aderito insieme a Forza del Sud e Io Sud, alla nuova formazione meridionalista Grande Sud, guidata da Gianfranco Micciché. Nel novembre 2011 Iannaccone, Belcastro e Porfidia lasciarono il gruppo Popolo e Territorio per unire le forze ai deputati di Forza del Sud nel gruppo misto, pur rimanendo fedeli a Berlusconi. L'altra fazione, comprendente Scotti, Milo e Sardelli, era invece più critica nei confronti di Berlusconi e del suo operato di governo. Nell'ottobre 2012 la fazione del partito guidata da Iannaccone combiò nome in "Autonomia Sud - Noi per il Sud", mentre la fazione guidata da Milo mantenne la denominazione "Noi Sud" e rimase all'interno del gruppo parlamentare Popolo e Territorio.
Alle elezioni politiche del 2013 il partito non presentò una sua lista autonoma, tuttavia Milo venne eletto al Senato con Il Popolo della Libertà ed in seguito aderì al gruppo Grandi Autonomie e Libertà.
Nel maggio 2015 Milo lasciò GAL per unirsi al nuovo partito Conservatori e Riformisti di Raffaele Fitto, che abbandonò a sua volta nel luglio 2015 per aderire all'Alleanza Liberalpopolare-Autonomie di Denis Verdini.
Alle elezioni regionali del 2015 il partito si presentò in Campania nella coalizione a sostegno di Stefano Caldoro ed ottenne il 2,1% dei voti, senza tuttavia ottenere eletti al Consiglio regionale.